# Astragalus euoplus
Astragalus euoplus är en ärtväxtart som beskrevs av Ernst Rudolf von Trautvetter. Astragalus euoplus ingår i släktet vedlar, och familjen ärtväxter. Inga underarter finns listade i Catalogue of Life.